# Ánima

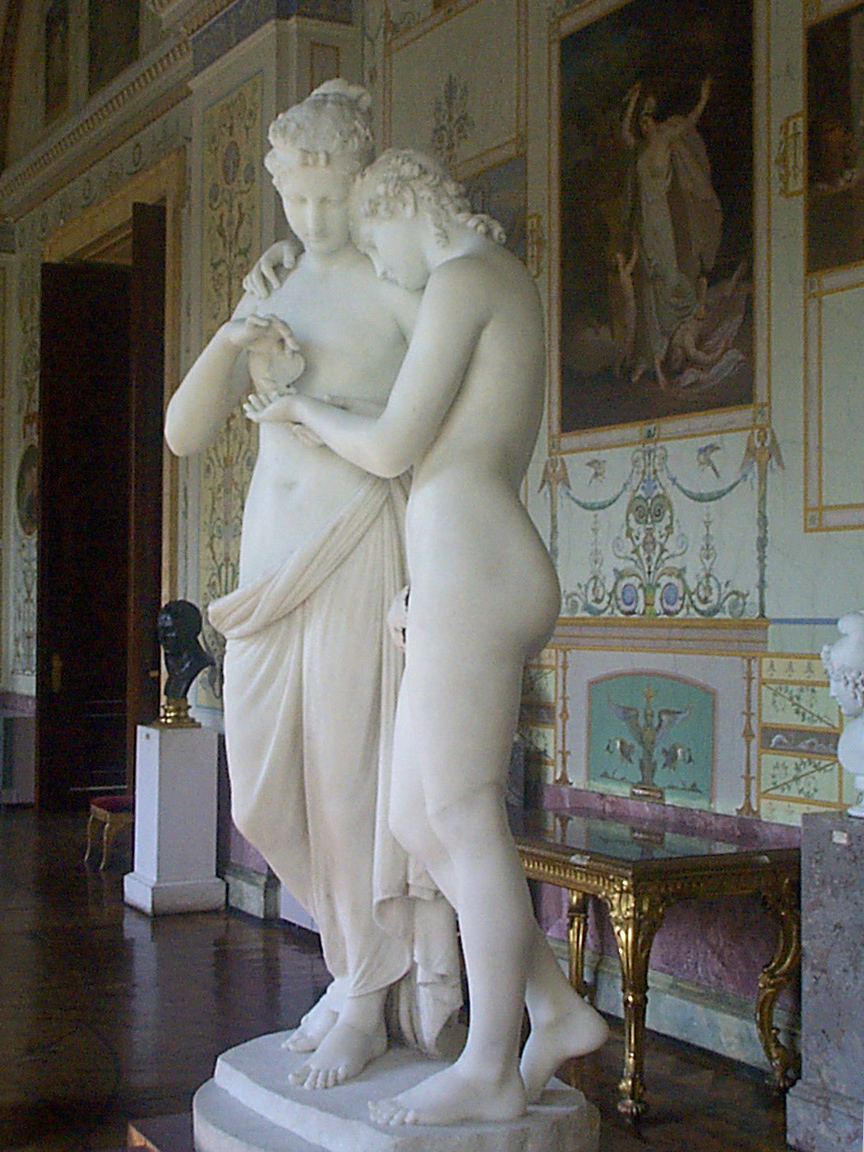
Cupido y Psique.

Ánima (del latín anĭma, -ae ‘respiración, soplido, alma, vida’) en la psicología analítica de Carl Gustav Jung alude a «las imágenes arquetípicas de lo eterno femenino en el inconsciente de un hombre, que forman un vínculo entre la consciencia del yo y lo inconsciente colectivo, abriendo potencialmente una vía hacia el sí-mismo».
Para las imágenes arquetípicas de lo eterno masculino en el inconsciente de una mujer Jung utilizó el término ánimus. Ambas conforman la sizigia ánimus-ánima, o contrapartes sexuales inconscientes.

## Definición
Imagen de mujer o figura femenina presente en los sueños o fantasías de un hombre. Vinculado a su principio eros, refleja la naturaleza de sus relaciones, especialmente con mujeres. Descrito como el arquetipo de la vida, este puede estar representado como una mujer joven, espontánea, seductora e intuitiva, como una mujer malvada o como la madre tierra. Usualmente se le asocia con una emocionalidad profunda y con la fuerza de la vida misma. Frecuentemente los problemas relacionales son producto de la identificación inconsciente con el ánima o de la proyección del ánima en la pareja, lo que genera un sentimiento de desilusión respecto de la persona real. Las figuras ánima no son representaciones de mujeres concretas, sino fantasías revestidas de necesidades y experiencias de naturaleza emocional. Algunas figuras ánima características son las diosas, mujeres famosas, figuras maternas, doncellas, prostitutas, hechiceras y criaturas femeninas (por ejemplo, la sirena).
El ánima solo se aplica en términos junguianos al imaginario masculino, mientras que en la psique femenina, el aspecto masculino presente en lo inconsciente colectivo de las mujeres toma la denominación de ánimus. El mecanismo de atracción del ánima explica también el papel de las musas en la poesía. El propio Jung, en una entrevista, declaró: 

Cuando alguien dice no puedo dejar a esa mujer aunque lo querría hacer, eso es el Ánima.

En cierta manera, el ánima representa una imagen viva del alma y los contenidos espirituales de la persona, por lo cual se siente enteramente dependiente de ella. Eso tiene también consecuencias a la hora de suscitar pasiones irreprimibles y fatales, tal como explica Robert Graves quien presenta la antigua figura de la Diosa Blanca con las características de un ánima universal. John Keats escribiría citado por Graves,

Todo lo que me recuerda a ella me atraviesa como una lanza.

La figura del ánima aparece muchas veces en la literatura, la pintura, la poesía, bajo la imagen de una mujer blanca y desnuda. Por eso las imágenes de desnudos femeninos tienen, además de contenidos directamente eróticos o sexuales, una fuerte carga de sugerencia psicológica, al explicar contenidos inconscientes inasibles de otra manera.
Para Jung, la persona hace de intermediario con el mundo social y el ánima con el mundo interior. La sizigia ánimus-ánima, o contrapartes sexuales inconscientes, están proyectadas. La tendencia natural en un hombre es la de proyectar los contenidos de su ánima en una mujer real, a través de sentimientos amorosos u odiosos eróticos.

## Etapas de desarrollo
Jung establecerá tomando de la Antigüedad tardía una escala erótica de cuatro mujeres, serie repetida alusivamente en el Fausto de Goethe. Son cuatro grados de la imagen del ánima, del eros heterosexual, es decir, «cuatro grados de la cultura del eros»:
1. El primer grado, Hawwá, Eva, Tierra, remite a lo biológico y meramente impulsivo, existiendo una identificación de la mujer con la madre, y representando «lo que hay que fecundar».
2. En el segundo grado, Helena (de Troya), se mantiene el predominio sexual de eros, pero se alcanza un nivel estético y romántico que permite disponer de algunos valores individuales.
3. En el tercer grado, María, eros se espiritualiza, hallamos la maternidad espiritual que la diferencia de Eva.
4. Y finalmente, como cuarto grado estaría Sofía, la sapientia o sabiduría, espiritualizando a Helena o manifestación de eros como tal. Sería lo eterno-femenino.